# 3905 Доплер
3905 Допплер  (3905 Doppler) — астероїд головного поясу, відкритий 28 серпня 1984 року.
Тіссеранів параметр щодо Юпітера — 3,347.